# Quang Binh (commune)
Quang Binh est une xã (commune) du district de Chiêm Hóa de la province de Tuyen Quang, au Vietnam.

## Géographie
La commune de Quang Binh est limitrophe de :
- Des communes de Tan Trinh et de Bang Lang à l'est.
- De Yen Thanh et de Khuon Lung à l'ouest.
- De la province de Lao Cai et la commune de Bang Lang au sud.
- Des communes de Quang Nguyen et Tien Nguyen au nord.

## Histoire
La commune de Quang Binh est le regroupement de l'ancienne commune de Yen Binh du district de Bac Quang et la commune de Tan Nam du district de Xin Man.

## Trafic
La commune de Quang Binh est desservie par la route nationale 279 allant d'est en ouest, la route provinciale 178 reliant le district de Xin Man et la route provinciale 1873 allant vers les communes du sud et le district de Bac Quang.